# Burg Kniphausen
Burg Kniphausen is een kasteel in Fedderwarden, gemeente Wilhelmshaven, in Nedersaksen in Duitsland, dat in 1438 gebouwd werd. In 1666 werd het kasteel uitgebreid.
Momenteel is het Oost-Friese kasteel in particulier bezit. Wat er thans nog staat, is feitelijk het grootste deel van het stallencomplex met het poorthuis ( de Vorburg); in de 18e en 19e eeuw is het eigenlijke hoofdgebouw van het kasteel door brand en latere afbraak verloren gegaan.  Enkele vertrekken in het kasteel worden af en toe opengesteld voor culturele evenementen. Het complex is in de 19e eeuw residentie geweest van leden van het geslacht Von Innhausen und Kniphausen.
Zie ook: Heerlijkheid Kniphausen.

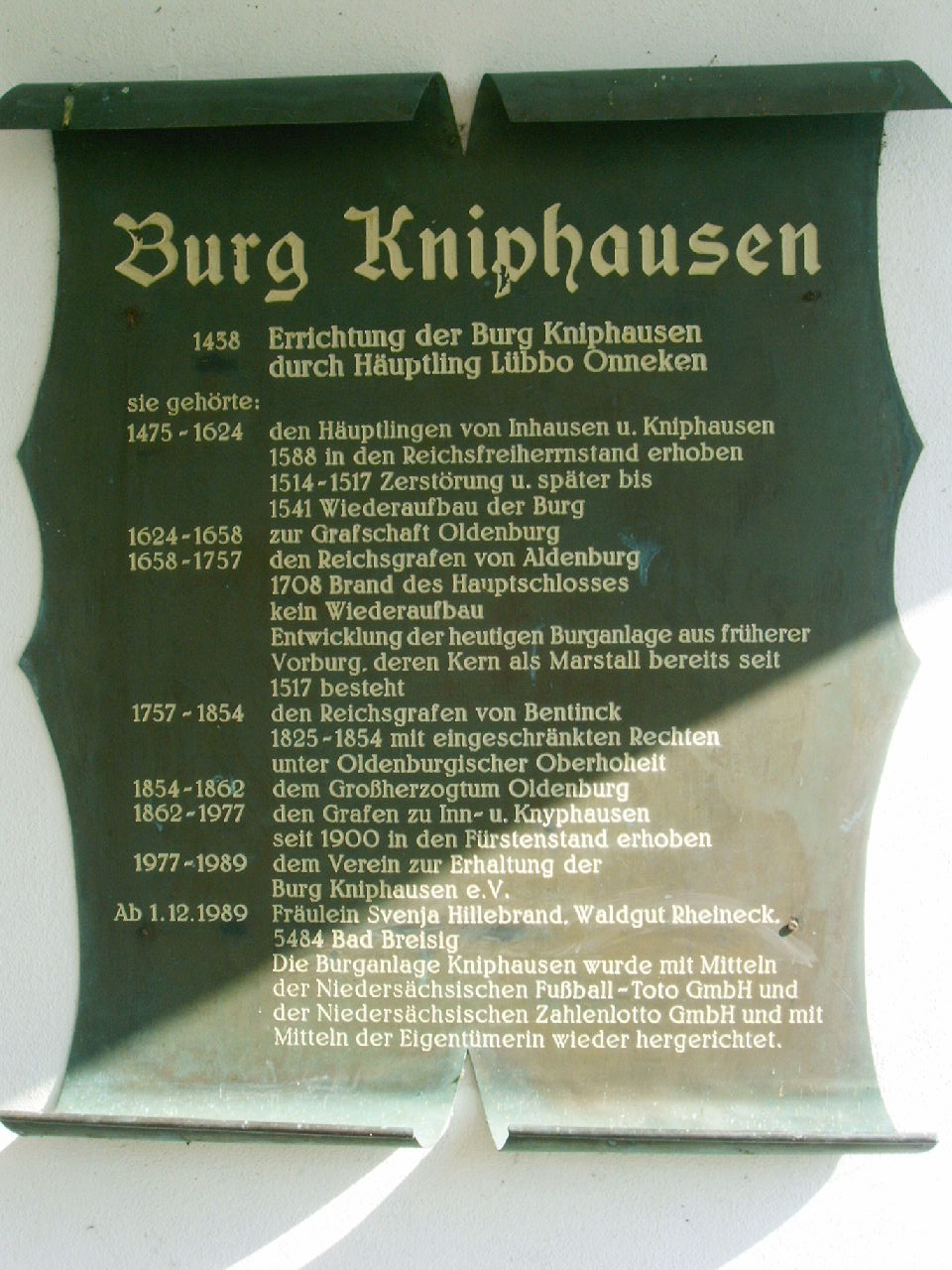
Info-paneel met geschiedkundige gegevens bij het poorthuis van het kasteel